# Elevador do Município

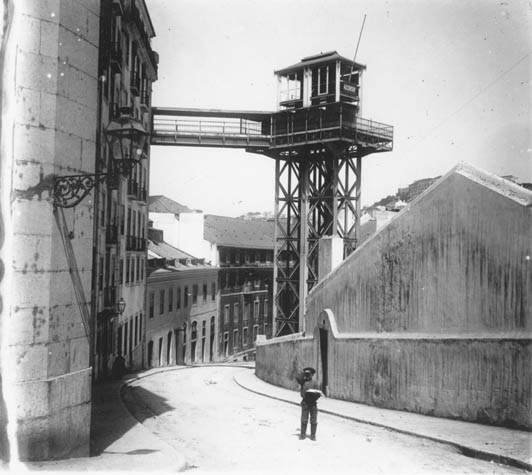
Vista do alto da Calçada de São Francisco

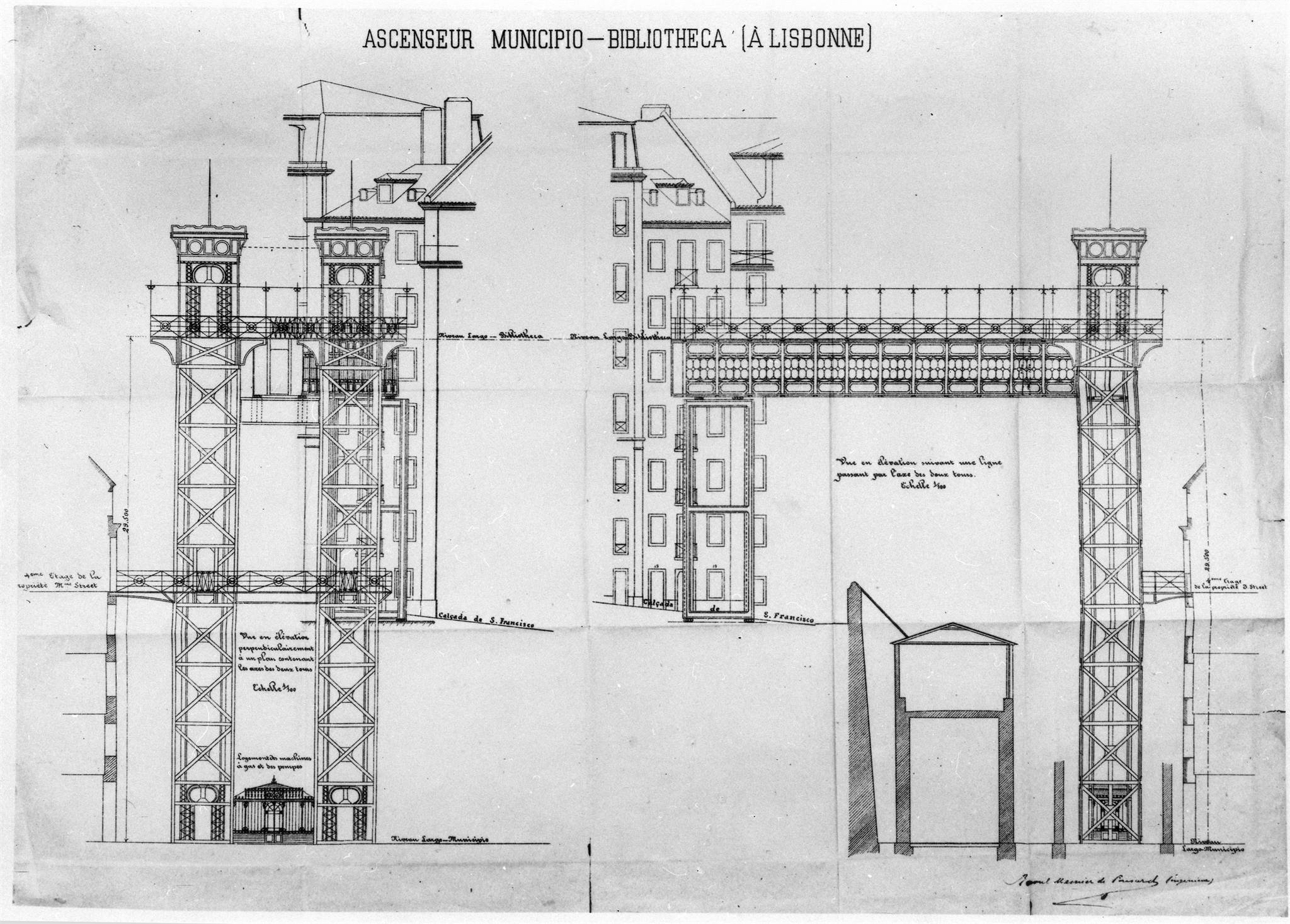
Alçados do projecto

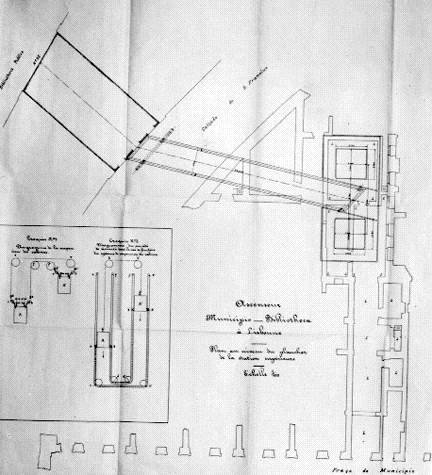
Planta do projecto

O elevador do Município, também conhecido como elevador da Biblioteca ou elevador de S. Julião, foi o sétimo elevador público a ser construído em Lisboa, Portugal. Foi inaugurado a 12 de Janeiro de 1897, com projecto de Raoul Mesnier de Ponsard. O serviço de transporte realizou-se até 1915 e a estrutura foi desmantelada em 1920.
O elevador do Município ligava o Largo da Biblioteca (hoje, da Academia de Belas-Artes) ao Largo de São Julião (contíguo à Praça do Município), através de acessos embebidos em edifícios particulares (n.º 13 de Largo de S. Julião, e terraço do Palácio do Visconde de Coruche). Passava em ponte-passadiço sobre a Calçada de São Francisco.
A intentona de 28 de Janeiro de 1908 ficou também conhecida como Golpe do Elevador da Biblioteca, por aí se reunirem os conspiradores.

## História
Em 1 de Novembro de 1895, a Gazeta dos Caminhos de Ferro noticiou que tinha sido modificado o projecto do Ascensor Municipio-Bibliotheca, tendo a entrada inferior para passageiros sido mudada da Praça do Município para o n.º 13 do Largo de São Julião, enquanto que a parte superior deveria ligar-se ao jardim do Visconde de Coruche. Com esta alteração, o elevador ficaria mais próximo da Rua Ivens, do Chiado e de outras zonas, melhorando o acesso ao público e consequentemente a procura. Em 1 de Dezembro desse ano, a Gazeta reportou que a companhia do ascensor tinha pedido autorização para emitir o valor de 20:000$000 réis em obrigações, e que o ministro das Obras Públicas já tinha ordenado a intervenção da Procuradoria Geral da Coroa sobre aquele assunto. O financiamento para a construção do elevador veio principalmente do empresário Ayres de Campos.
Em 1 de Março de 1896, noticiou que a câmara municipal de Lisboa tinha aprovado o pedido de Mesnier de Ponsard, através da sua empresa NCAML, para continuar as obras do elevador entre o Largo do Município e a Biblioteca, tendo sido fixada uma taxa anual de 4$000 réis por cada metro quadrado da parte em que o viaduto atravessava a via pública. Também determinou que o elevador só poderia entrar ao serviço depois dos delegados técnicos da câmara terem feito uma inspecção das condições de segurança, e da autarquia ter aprovado as tarifas e os horários a utilizar. Nessa altura, Mesnier calculava que as obras do ascensor terminariam em Abril desse ano, e que depois de estar concluído, iria iniciar a construção do elevador da Rua do Ouro ao Largo do Carmo. Em 1 de Junho, a Gazeta relatou que as torres do ascensor teriam uma altura de 30 metros, e que no seu topo deveria ser construído um edifício tipo chalet para albergar um café-restaurante.
Entre os dias 28 e 30 de Dezembro desse ano, foram feitas as experiências oficiais de funcionamento do elevador, às quais assistiram os engenheiros da câmara de Lisboa, representantes da imprensa, e uma grande multidão. No primeiro dia foram testados os freios manuais constantes, tendo sido feitas 8 subidas e 8 descidas, com as cabinas carregadas de pesos muito superiores aos esperados no serviço normal. No dia seguinte, simulou-se um rompimento de cabo, para experimentar os sistemas de travagem automática: como o cabo estava soldado ao freio automático no topo das cabines, não pôde ser desligado, pelo que uma das cabines foi imobilizada, enquanto que a outra foi erguida por guinchos, de forma a dar folga ao cabo. Em seguida, foram desligados os travões manuais da primeira cabine, onde estavam Mesnier de Ponsard e dois operários, que caiu apenas uma distância de cerca de 40 cm antes que os freios automáticos fossem accionados. No dia 30 de Dezembro, foi feita a mesma experiência, mas com a outra cabine.
Em 1 de Junho de 1897, a Gazeta noticiou que tinha sido anunciada a reabertura do ascensor.
Na sessão de 12 de Março de 1903, a comissão administrativa da Câmara Municipal de Lisboa adoptou uma nova tabela de taxas a aplicar a ascensores verticais, o que veio complicar a situação financeira do elevador da Biblioteca, que dava apenas um reduzido rendimento para a empresa.
Em 1 de Dezembro de 1914, a Gazeta relatou que a Câmara Municipal de Lisboa tinha aceitado a oferta feita pelo Conde do Ameal, relativa ao Elevador da Biblioteca.

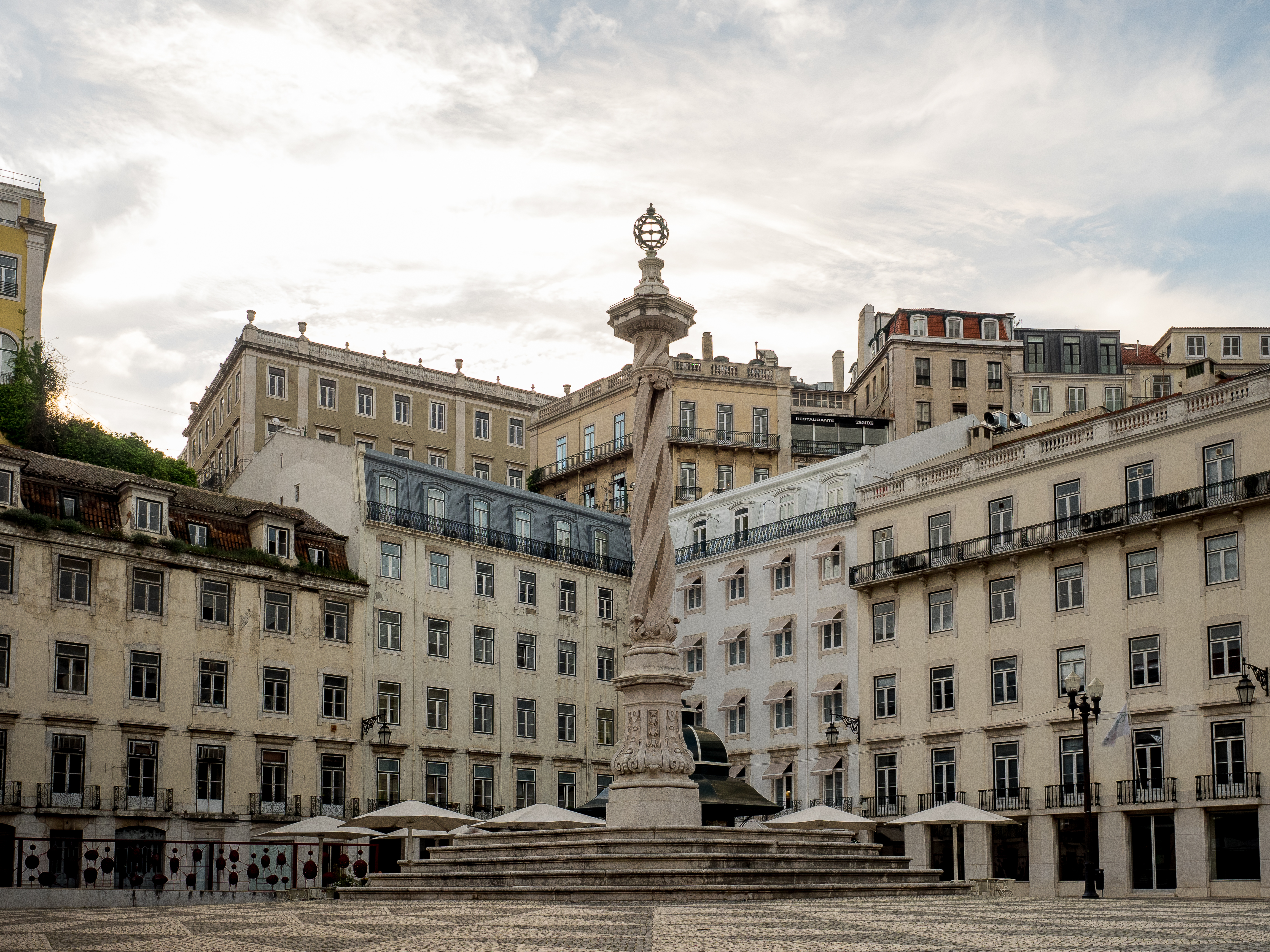
Aspeto da zona de implantação do Elevador do Município, 97 anos após o seu desaparecimento.